# Besim Ömer Akalın

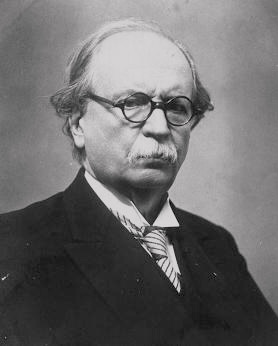
Besim Ömer Akalın

Besim Ömer Akalın (* 1. Juli 1862 in Istanbul; † 19. März 1940 in Ankara)  war ein türkischer Professor der Medizin, Pascha, Abgeordneter der Großen Nationalversammlung der Türkei, Direktor des Türkischen Roten Halbmondes und zwischen 1921 und 1924 der sechste Großmeister der Großloge der Freien und Angenommenen Maurer der Türkei.

## Leben
Bevor Akalın die Gülhane Askeri Rüşdiyesi (dt.: Militärschule Gülhane) in Istanbul besuchte, ging er im Kosovo zur Schule. Danach studierte Akalın Medizin an der Kuleli Askeri Tip İdadisi (dt.: Schule für Militärmedizin Kuleli) und an der Askeri Tıbbiye (Fakultät für Militärmedizin). 1884 habilitierte er im Rang eines Hauptmannes. Nach verschiedenen Einsätzen an mehreren Militärkrankenhäusern und einem Zwischenaufenthalt in Paris zur Weiterbildung gründete er 1892 die erste Geburtsklinik in Istanbul. 1899 im Alter von 37 Jahren bekam er den Titel eines Paschas verliehen. 1933 wurde Akalın pensioniert. Von 1935 bis zu seinem Tod im Jahre 1940 war er Abgeordneter. Ihm zu Ehren wurde die Universität von Istanbul am Tag seiner Beerdigung ab elf Uhr geschlossen. Auf Briefmarken der türkischen Post (P.T.T.) wurde an ihn erinnert. Er ist der einzige Passagier der Titanic, der nicht an Bord kam und somit der Katastrophe entging. Es waren 2224 Tickets verkauft aber nur 2223 Passagiere an Bord. Er war auf einer Europareise und war auf dem Weg von Frankreich nach England. Wegen schlechten Wetterverhältnissen kam er zu spät in Southampton an und verpasste die Titanic.

## Bücher
- Sıhatnuma-i İzdivaç. 1891. (türkisch)
- Sıhhatnuma-i Tenasül. 1891. (türkisch)
- Sıhhatnuma-i Etfal. 1885. (türkisch)
- Sıhhatnuma-i Aile. 1886. (türkisch)
- Sıhhatnuma-i Nevzat yahut Beşik-Kundak-Emzik. 1894. (türkisch)
- Tabib-i Etfal. (aus dem Französischen übersetzt). 1896. (türkisch)
- Tenasül. 1889. (türkisch)
- Ukm-ı İnanet. 1888. (türkisch)
- Zayıf ve Vakitsiz Doğan çocuklara Takayyüd. 1886. (türkisch)
- İpnotizma-Manyetizma. 1889. (türkisch)
- Mukeyyifat ve Müskirattan Tütün. 1886. (türkisch)
- Müskirat. 1887. (türkisch)
- Afyon ve Esrar. 1887. (türkisch)
- Deniz Banyoları. 1890. (türkisch)
- Şişmanlık ve Zayıflık. 1885. (türkisch)
- Gözlerin Hıfz-ı Sıhhati. 1886. (türkisch)
- Dişlerin Hıfz-ı Sıhhati. 1883. (türkisch)
- Su. 1883. (türkisch)
- Kendini Bil. 1894. (türkisch)
- Midenin Hıfz-ı Sıhhati. 1892. (türkisch)
- Çocuklara Aş. 1898. (türkisch)
- İdadiler için Hıfz-ı Sıhhat. 1914. (türkisch)
- Veba. 1886. (türkisch)
- Yalova Kaplıcası. 1901. (türkisch)
- Fransa Mont Dore Kaplıcası. 1928. (türkisch)
- Irzahane. 1903. (türkisch)
- Doğururken ve Doğurduktan sonra. 1904. (türkisch)
- Küçük Çocuklara Vefeyat Kesreti. 1906. (türkisch)
- Çocuk Sıhhati Serisi. (6 kitap). (türkisch)
- Nevsal-i Afiyet Birinci Sene. 1899. (türkisch)
- Nevsal-i Afiyet Salname-i Tıbbi. 1900. (türkisch)
- Nevsal-i Afiyet Salname-i Tıbbi. 1904. (türkisch)
- Nevsal-i Afiyet Salname-i Tıbbi. 1906. (türkisch)
- Emraz-ı Nisa. 1898. (türkisch)
- Hastabakıcılık Dersleri. 1915. (türkisch)
- Ebelik Dersleri. 1928. (türkisch)
- İlk İmdad ve Muavenet. 1918. (türkisch)
- Yüz yıl Yaşamak. 1927. (türkisch)
- Fen ve İzdivaç. 1924. (türkisch)
- Güç Doğum. 1933. (türkisch)
- Kısırlık. 1931. (türkisch)
- Doğum Tarihi. 1932. (türkisch)
- Üzüm ve Üzümle Tedavi. 1933. (türkisch)
- Gençliği koruma Çok yaşama. 1934. (türkisch)